# Simultaneitate
Simultaneitatea este relația între două evenimente presupuse a avea loc în același timp într-un anumit sistem de referință. Potrivit teoriei relativității a lui Einstein, simultaneitatea nu este o relație absolută între evenimente; ceea ce este simultan într-un sistem de referință nu va fi neapărat simultan într-un alt sistem de referință (vezi relativitatea simultaneității). Pentru sisteme de referință inerțiale aflate în mișcare unul față de altul la viteze mici în comparație cu viteza luminii, acest efect este redus și poate fi ignorat în cazurile practice, permițând ca simultaneitatea să fie tratată ca relație absolută.